# 緣份無邊界
《緣份無邊界》The Sky Is The Limit 是香港電視廣播有限公司製作的時裝都市電視劇，全劇共20集，監製潘嘉德。

## 劇情介紹
胸無大志、性格散漫的周國正（林保怡飾）雖年過三十，卻事業無成，頻頻轉工；後在母親的催迫下，毅然投身警界。一心做個“符錄差人”的國正在部隊中常有失誤，終被調往沙頭角守邊界，期間多次與國內女子金蘭（張可頤飾）發生誤會，國正認定蘭不是好女人，視為災星。蘭原籍廣西，為生計與友人移居深圳，卻找不到工作，只好到卡拉OK當伴唱，並結識了英俊多情的尹有財（鄧浩光飾），更珠胎暗結。蘭一心相信有財會與她結婚，遂將自己所有積蓄獻上，助有財到英國發展，豈料有財自此音訊杳然。為供養幼子，蘭與友人在中英街開設時裝店，更決心改變自己，與國正之好友劉敬強（黃智賢飾）發展，奈何二人性格不合，難以相處，此時蘭才發現，自己真正喜歡的原來另有其人。

## 演員表

### 周家
| 演員   | 角色   | 關係／暱稱                                                                          |
| 盧宛茵 | 周麗英 | 周國正之母 尹添水之好友                                                             |
| 林保怡 | 周國正 | 警員 周麗英之子 金蘭之男友 尹添水之契仔 呂秀琴之下屬 李大志之同事，初時不和，後和好 |

### 尹家
| 演員   | 角色   | 關係／暱稱                                                                                       |
| 鄧浩光 | 尹有財 | 尹添水之侄子 簡福鈿之表弟 簡福欽之表哥 談鳳凰之小叔 金蘭之前男友 尹冠軍之父 簡連弟、簡耀宗之表叔 |
| 張可頤 | 金 蘭  | 卡拉OK伴唱，後為名牌店老闆 尹有財，劉敬強之前女友 周國正之女友 尹冠軍之母                        |
| 姚紹忠 | 尹冠軍 | Number One 尹有財、金蘭之子                                                                      |

### 簡家
| 演員   | 角色   | 關係／暱稱 |
| 夏 萍  | 尹添水 | 水姑 簡福鈿之母 談鳳凰之奶奶 簡連弟、簡耀宗之嫲嫲 簡福欽之伯娘 尹有財之姑媽 尹冠軍之姑婆 周麗英之好友 周國正之契媽 |
| 洋     | 簡福鈿 | 金田時裝之老闆 尹添水之子 談鳳凰之夫 簡連弟、簡耀宗之父 簡福欽之堂哥 尹有財之表哥 尹冠軍之表伯                     |
| 羅冠蘭 | 談鳳凰 | 校長 尹添水之媳 簡福鈿之妻 簡連弟、簡耀宗之母 簡福欽之堂嫂 尹有財之表嫂 尹冠軍之表伯娘兼校長 夏太平之前女友        |
| 張錦程 | 簡福欽 | 尹添水之侄子 簡福鈿之堂弟 談鳳凰之小叔 簡連弟、簡耀宗之叔 尹有財之表弟 尹冠軍之表叔                                |
| 陳彥行 | 簡連弟 | 尹添水之孫女 簡福鈿、談鳳凰之女 簡耀宗之姊 簡福欽之侄女 尹有財之表侄女 尹冠軍之表姊 夏念祖之女友                   |
| 鄧一君 | 簡耀宗 | 尹添水之孫子 簡福鈿、談鳳凰之子 簡連弟之弟 簡福欽之侄子 尹有財之表侄子 尹冠軍之表哥                                |

### 夏家
| 演員   | 角色   | 關係／暱稱                                                           |
| 夏韶聲 | 夏太平 | 大炮平 夏念祖之養父 周麗英之男友 談鳳凰之前男友 於第13集心臟病發身亡 |
| 吳家樂 | 夏念祖 | Joe 夏太平之養子 簡連弟之男友 大結局被判入獄                         |

### 其他演員
| 演員   | 角色   | 關係／暱稱                                                      |
| 鄭中基 | 余小魚 | 魚排仔 簡連弟之好友 劉敬強之鄰居 呂秀琴之夫                     |
| 黃智賢 | 劉敬強 | 齋強 素食者 周國正之好友 余小魚之鄰居 金蘭之前男友 尹冠軍之老師 |
| 蓋鳴輝 | 呂秀琴 | 女殺手 督察 周國正、李大志之上司 余小魚之妻                     |
| 海俊傑 | 李大志 | 員警 呂秀琴之下屬 周國正之同事，初時不和，後和好                |
| 魯文傑 | 金 吉  | 金蘭之弟 尹冠軍之舅父                                           |
| 陳 琪  | 何姊姊 | 大姊 卡拉OK伴唱，後為名牌店老闆 何妹妹之姊 金蘭之姊妹           |
| 黃紀瑩 | 何妹妹 | 小妹 卡拉OK伴唱，後為名牌店老闆 何姊姊之妹 金蘭之姊妹           |
| 劉曉彤 | 丁芙蓉 | 簡福欽之女友 勾引金吉                                           |

## 外部連結
- 《緣份無邊界》myTV SUPER （页面存档备份，存于）